# 352760 Tesorero
352760 Tesorero este o planetă minoră (asteroid) din centura de asteroizi. A fost descoperită pe 24 octombrie 2008 la Observatorio de La Cañada⁠(d) de Juan Lacruz⁠(d) și a fost numită după Pico Tesorero⁠(d). 
Obiectul prezintă o orbită caracterizată de o semiaxă mare de 2,3943300742696 UAi, o excentricitate de 0,18, o înclinație de 2,6 ° în raport cu ecliptica.